# Mario Aldegani
Mario Aldegani (Sorisole, 8 ottobre 1953) è un presbitero italiano.
È stato per 12 anni superiore generale della Congregazione di San Giuseppe.

## Biografia
Dopo aver frequentato il seminario dei Giuseppini del Murialdo a Valbrembo, nella diocesi di Bergamo, consegue il baccalaureato in teologia presso l'Istituto Teologico San Pietro di Viterbo. Al 1978 risale la sua professione perpetua nella congregazione.
Nella città laziale viene anche ordinato sacerdote, il 22 marzo 1980, mentre a Torino consegue la laurea in Lettere Moderne.
Dopo nove anni di insegnamento ed animazione nel Collegio Scuola "San Giuseppe" di Rivoli, viene nominato direttore della Scuola Apostolica "San Giuseppe" di Valbrembo.
Nel 1994 arriva la sua nomina a Superiore provinciale della Provincia Piemontese e, nel 2000, quella di Superiore della Provincia Unita dell'Italia dei Giuseppini del Murialdo. Dal 2001 al 2005 è stato anche presidente della CISM (Conferenza Italiana Superiori Maggiori).
Domenica 18 giugno 2006, in occasione del ventunesimo Capitolo Generale della Congregazione di San Giuseppe svoltosi a Fazenda Souza (Caxias do Sul) in Brasile, viene nominato superiore generale della congregazione per il sessennio 2006-2012, diventando così il nono successore di san Leonardo Murialdo. Sei anni dopo arriva la conferma nell'incarico di superiore.
Ha partecipato a tre sinodi dei vescovi:
- 2012 sinodo sulla nuova evangelizzazione
- 2014 sinodo sulla famiglia
- 2015 sinodo sulla famiglia.

Terminato l'impegno come superiore generale ha ricoperto dal 2018 al 2024 la carica di provinciale nella provincia argentino-cilena della congregazione. Da ottobre 2024 è direttore presso l'Istituto Teologico San Pietro di Viterbo.
Ha scritto vari libri in collaborazione con Johnny Dotti.

## Opere
- Mario Aldegani, Levate lo sguardo. Un pensare positivo sulla vita religiosa di oggi, Bologna, EDB, 2009.
- Johnny Dotti e Mario Aldegani, Più vivi, più umani. Virtù e vita quotidiana, Roma, Edizioni Paoline, 2019.
- Johnny Dotti e Mario Aldegani, Venite a mangiare con me. Una nuova convivialità per tornare umani, Milano, Vita e Pensiero, 2020.
- Johnny Dotti e Mario Aldegani, Giuseppe siamo noi, Roma, Edizioni Paoline, 2021.
- Johnny Dotti e Mario Aldegani, Brace, legna, soffio. Parole «accanto», in forma di novena, per la stagione sinodale, Roma, Edizioni Paoline, 2022.
- Johnny Dotti e Mario Aldegani, Che cosa cercate? Dialoghi e Vangelo, Milano, Vita e Pensiero, 2022.
- Johnny Dotti e Mario Aldegani, E vedremo cose meravigliose. Riflessioni controcorrente sull’educare oggi, Roma, Edizioni Paoline, 2024.